# ゴダード (小惑星)
ゴダード (9252 Goddard) は小惑星帯にある小惑星。パロマー天文台のトム・ゲーレルスとライデン天文台のファン・ハウテン夫妻が発見した。
アメリカ合衆国のロケット工学のパイオニア、ロバート・ゴダードに因んで名付けられた。